# جوب برنس
جوب برنس (بالإنجليزية: Job Prince)‏ هو سياسي أمريكي، ولد في 1795 في الولايات المتحدة. انتخب عضو مجلس نواب مين.